# Campionati mondiali di judo 2015
I Campionati mondiali di judo 2015 si sono svolti ad Astana, in Kazakistan, dal 24 al 30 agosto 2015. Sono stati tenuti all'Alau Ice Palace.

## Calendario
Ora locale (UTC+6).
| Data      | Orario (UTC+6) | Categoria      |
| --------- | -------------- | -------------- |
| 24 agosto | 11:00          | Uomini −60 kg  |
| 24 agosto | 11:00          | Donne −48 kg   |
| 25 agosto | 11:00          | Uomini −66 kg  |
| 25 agosto | 11:00          | Donne −52 kg   |
| 26 agosto | 11:00          | Uomini −73 kg  |
| 26 agosto | 11:00          | Donne −57 kg   |
| 27 agosto | 11:00          | Uomini −81 kg  |
| 27 agosto | 11:00          | Donne −63 kg   |
| 28 agosto | 11:00          | Uomini −90 kg  |
| 28 agosto | 11:00          | Donne −70 kg   |
| 28 agosto | 11:00          | Donne −78 kg   |
| 29 agosto | 11:00          | Uomini −100 kg |
| 29 agosto | 11:00          | Uomini +100 kg |
| 29 agosto | 11:00          | Donne +78 kg   |
| 30 agosto | 10:00          | Uomini team    |
| 30 agosto | 10:00          | Donne team     |

## Medagliere
| Posizione | Paese         | Oro | Argento | Bronzo | Totale |
| --------- | ------------- | --- | ------- | ------ | ------ |
| 1         | Giappone      | 8   | 4       | 5      | 17     |
| 2         | Francia       | 2   | 2       | 2      | 6      |
| 3         | Corea del Sud | 2   | 1       | 3      | 6      |
| 4         | Kazakistan*   | 1   | 1       | 0      | 2      |
| 4         | Slovenia      | 1   | 1       | 0      | 2      |
| 6         | Argentina     | 1   | 0       | 0      | 1      |
| 6         | Cina          | 1   | 0       | 0      | 1      |
| 8         | Russia        | 0   | 2       | 1      | 3      |
| 9         | Romania       | 0   | 2       | 0      | 2      |
| 10        | Germania      | 0   | 1       | 3      | 4      |
| 11        | Polonia       | 0   | 1       | 0      | 1      |
| 11        | Spagna        | 0   | 1       | 0      | 1      |
| 13        | Mongolia      | 0   | 0       | 4      | 4      |
| 14        | Georgia       | 0   | 0       | 3      | 3      |
| 15        | Brasile       | 0   | 0       | 2      | 2      |
| 16        | Belgio        | 0   | 0       | 1      | 1      |
| 16        | Bielorussia   | 0   | 0       | 1      | 1      |
| 16        | Canada        | 0   | 0       | 1      | 1      |
| 16        | Colombia      | 0   | 0       | 1      | 1      |
| 16        | Cuba          | 0   | 0       | 1      | 1      |
| 16        | Israele       | 0   | 0       | 1      | 1      |
| 16        | Paesi Bassi   | 0   | 0       | 1      | 1      |
| 16        | Ucraina       | 0   | 0       | 1      | 1      |
| 16        | Uzbekistan    | 0   | 0       | 1      | 1      |
| Totale    | Totale        | 16  | 16      | 32     | 64     |

## Risultati

### Uomini
| Evento        | Oro             | Argento           | Bronzo                                 |
| fino a 60 kg  | Yaldos Smetov   | Rustam Ibrayev    | Toru Shishime Kim Won-jin              |
| fino a 66 kg  | An Ba-ul        | Mikhail Pulyaev   | Golan Pollack Rishod Sobirov           |
| fino a 73 kg  | Shōhei Ōno      | Riki Nakaya       | Sainjargalyn Nyam-Ochir An Chang-rim   |
| fino a 81 kg  | Takanori Nagase | Loïc Pietri       | Antoine Valois-Fortier Victor Penalber |
| fino a 90 kg  | Gwak Dong-han   | Kirill Denisov    | Varlam Lip'art'eliani Mashu Baker      |
| fino a 100 kg | Ryunosuke Haga  | Karl-Richard Frey | Toma Nikiforov Dimitri Peters          |
| oltre 100 kg  | Teddy Riner     | Ryo Shichinohe    | Adam Okruashvili Iakiv Khammo          |
| Squadra       | Giappone        | Corea del Sud     | Mongolia Georgia                       |

### Donne
| Evento       | Oro             | Argento             | Bronzo                                  |
| fino a 48 kg | Paula Pareto    | Haruna Asami        | Jeong Bo-kyeong Ami Kondo               |
| fino a 52 kg | Misato Nakamura | Andreea Chițu       | Érika Miranda Darya Skrypnik            |
| fino a 57 kg | Kaori Matsumoto | Corina Căprioriu    | Automne Pavia Dorjsürengiin Sumiyaa     |
| fino a 63 kg | Tina Trstenjak  | Clarisse Agbegnenou | Miku Tashiro Tsedevsürengiin Mönkhzayaa |
| fino a 70 kg | Gévrise Émane   | María Bernabéu      | Fanny Posvite Yuri Alvear               |
| fino a 78 kg | Mami Umeki      | Anamari Velenšek    | Luise Malzahn Marhinde Verkerk          |
| oltre 78 kg  | Yu Song         | Megumi Tachimoto    | Kanae Yamabe Idalys Ortiz               |
| Squadra      | Giappone        | Polonia             | Germania Russia                         |